# Escudo de Campeón de la FIFA
El Escudo de Campeón de la FIFA (en inglés: FIFA Champions Badge) es un emblema diseñado por la FIFA para premiar a los equipos ganadores de los campeonatos mundiales organizados por la federación internacional, tanto a nivel de selecciones (masculino, femenino, futsal y fútbol playa), como a nivel de clubes (Copa Mundial de Clubes y Copa Intercontinental).
El escudo presenta la imagen del trofeo conquistado, con la inscripción en inglés FIFA WORLD CHAMPIONS (Campeones mundiales FIFA) o FIFA INTERCONTINENTAL CHAMPIONS (Campeones intercontinentales FIFA), junto al año en que se ha ganado la competición. La selección o club campeón, porta el escudo en su camiseta hasta la final de la siguiente edición del torneo conquistado.
Fue introducido por primera vez a nivel de clubes en febrero de 2008, distinguiendo al Milan. A nivel de selecciones, Italia fue la primera en obtenerlo en septiembre de 2008. La versión para la Copa Mundial Femenina fue introducida en abril de 2009 y la versión para la Copa Mundial de Fútbol Sala fue introducida en agosto de 2012.

## Selecciones nacionales

### Fútbol masculino
| Año  | Selección |
| ---- | --------- |
| 2006 | Italia    |
| 2010 | España    |
| 2014 | Alemania  |
| 2018 | Francia   |
| 2022 | Argentina |

#### Italia (2006-2010)
| 2008-2009 | 2009 | 2010 |

| 2008-2009 | 2010 |

#### España (2010-2014)
| 2011-2012 | 2012-2013 | 2013-2014 |

| 2011-2012 | 2012-2013 | 2013-2014 |

| 2013-2014 |

#### Alemania (2014-2018)
| 2014-2015 | 2015-2016 | 2016-2017 | 2017-2018 |

| 2014-2016 | 2016-2017 | 2017-2018 |

#### Francia (2018-2022)
| 2018-2020 | 2020-2022 | 2022 |

| 2018-2020 | 2020-2022 | 2022 |

| 2019 |

#### Argentina (2022-act.)
| 2022-2023 | 2024-act. |

| 2022-2023 | 2024-act. |

### Femenino
| Año  | Selección      |
| ---- | -------------- |
| 2007 | Alemania       |
| 2011 | Japón          |
| 2015 | Estados Unidos |
| 2019 | Estados Unidos |
| 2023 | España         |

### Futsal
Masculino
| Año  | Selección |
| ---- | --------- |
| 2012 | Brasil    |
| 2016 | Argentina |
| 2021 | Portugal  |
| 2024 | Brasil    |

## Clubes
| Año  | Club              |
| ---- | ----------------- |
| 2007 | Milan             |
| 2008 | Manchester United |
| 2009 | Barcelona         |
| 2010 | Inter de Milán    |
| 2011 | Barcelona         |
| 2012 | Corinthians       |
| 2013 | Bayern Múnich     |
| 2014 | Real Madrid       |
| 2015 | Barcelona         |
| 2016 | Real Madrid       |
| 2017 | Real Madrid       |
| 2018 | Real Madrid       |
| 2019 | Liverpool         |
| 2020 | Bayern Múnich     |
| 2021 | Chelsea           |
| 2022 | Real Madrid       |
| 2023 | Manchester City   |
| 2024 | Real Madrid       |
| 2025 | Chelsea           |